# ヤクブ・ストラーチェク
- ヤクブ・ストラーチェク
- －　・ストラーチク
- －　・ストラルチク

ヤクブ・ストラーチェク（Jakub Stolarczyk, 2000年12月19日 - ）は、ポーランド・キェルツェ出身のサッカー選手。レスター・シティFC所属。元ポーランド代表。ポジションはゴールキーパー。

## 経歴
2019年にレスター・シティFCに入団。
2022年1月31日、ダンファームリン・アスレティックFCへ期限付き移籍。
同年8月15日、フリートウッド・タウンFCへ期限付き移籍。しかしリーグ戦での出番は訪れず、2023年1月23日にハートリプール・ユナイテッドFCへレンタル先を切り替えた。
2023年8月9日、EFLカップのバートン・アルビオン戦にてレスター・シティでのトップデビューを果たした。
2024-25シーズンは怪我で出遅れたが、復帰後はマッズ・ハーマンセンの離脱に伴い即座に代役を務めると、第18節・リヴァプール戦にてプレミアリーグデビューを果たした。
2025ｰ26シーズンより、ダニー・ウォードの退団に伴い背番号を1へ変更した。

## 個人成績
2024年12月30日現在
| 所属クラブ                              | シーズン | リーグ                             | リーグ | リーグ | FAカップ | FAカップ | EFLカップ | EFLカップ | その他 | その他 | 合計 | 合計 |
| 所属クラブ                              | シーズン | ディビジョン                       | 出場   | 得点   | 出場     | 得点     | 出場      | 得点      | 出場   | 得点   | 出場 | 得点 |
| --------------------------------------- | -------- | ---------------------------------- | ------ | ------ | -------- | -------- | --------- | --------- | ------ | ------ | ---- | ---- |
| レスター・シティ                        | 2023–24  | チャンピオンシップ                 | 2      | 0      | 4        | 0        | 3         | 0         | —      | —      | 9    | 0    |
| レスター・シティ                        | 2024–25  | プレミアリーグ                     | 1      | 0      | 0        | 0        | 0         | 0         | —      | —      | 1    | 0    |
| レスター・シティ                        | 合計     | 合計                               | 3      | 0      | 4        | 0        | 3         | 0         | —      | —      | 10   | 0    |
| ダンファームリン・アスレティック (loan) | 2021–22  | スコティッシュ・チャンピオンシップ | 11     | 0      | 0        | 0        | 0         | 0         | 2      | 0      | 13   | 0    |
| フリートウッド・タウン (loan)           | 2022–23  | リーグ1                            | 0      | 0      | 3        | 0        | 1         | 0         | 3      | 0      | 7    | 0    |
| ハートリプール・ユナイテッド (loan)     | 2022–23  | リーグ2                            | 17     | 0      | 0        | 0        | 0         | 0         | 0      | 0      | 17   | 0    |
| 通算                                    | 通算     | 通算                               | 31     | 0      | 7        | 0        | 4         | 0         | 10     | 0      | 47   | 0    |

1. ↑  スコティッシュ・チャンピオンシップ プレーオフへの出場
2. ↑  EFLトロフィーへの出場

## タイトル
レスター・シティ
- EFLチャンピオンシップ：2023-24